# Buda Ferenc (költő)
Buda Ferenc (Debrecen, 1936. november 3. –) a Nemzet Művésze címmel kitüntetett, Kossuth- és József Attila-díjas magyar költő, műfordító. Az Írószövetség Duna–Tisza-közi csoportjának titkára.

## Életpályája

Buda Ferenc az 1970-es évek elején (Csigó László felvétele)

Egyetemi tanulmányait a Kossuth Lajos Tudományegyetem Bölcsészettudományi Karának magyar nyelv- és irodalom szakán kezdte 1955-ben nappali tagozaton, majd levelező tagozaton fejezte be 1968-ban.
1955-től jelentek meg versei. 1957-1958 között három verse miatt börtönbe került. 1958-1963 között a Chinoinban segédmunkásként dolgozott. 1963-1970 között Pusztavacson, Kecskeméten és Kerekegyházán tanított. A hatvanas években tagja volt a Hetek nevű költői csoportosulásnak. 1970-1986 között a Bács-Kiskun Megyei Levéltár munkatársa volt. 1986-tól a Forrás főmunkatársa. 2002 óta a Magyar Művészeti Akadémia tagja. 2013-ban a Digitális Irodalmi Akadémia tagjai közé választotta. Abban az évben a Magyar Versmondók Egyesülete tiszteletbeli elnökének választotta.
Lakitelek-Tőserdőn él.

## Munkássága
Költészeti munkássága mellett jelentős műfordítói tevékenysége is. Ismeretesek baskír, finn, kirgiz, lapp, mari, mordvin, török, udmurt fordításai, melyek bevezetik az olvasót addig alig ismert népek kultúrájába. Varázsének (Kecskemét, 1973) című kötetében török, mordvin, lapp, finn, mari népköltészeti alkotásokat válogatott be. Kazak és kirgiz népmesék olvashatók 1988-ban közreadott köteteiben: A láthatatlan tolvaj, A szürke héja. 1986-ban 50. születésnapja alkalmából tisztelői és barátai megjelentették a Csönd, ének, csönd... című kötetet (Kecskemét, szerk, Agócs Sándor), amelyben még addig nem közölt írásai és műveinek bibliográfiája került nyomtatásba.

## Művei

### Önálló kötetek
- Füvek példája (versek, 1963)
- Ébresszen aranysíp (versek, 1970)
- Kócmadzag (gyermekversek, 1979)
- Holt számból búzaszál (versek, 1982)
- Csönd, ének, csönd... Buda Ferenc ötven esztendős (versek, kritikák, interjú; 1986)
- Évgyűrűk bilincsei (próza, 1988)
- Szép szerelmes szavak (versek válogatva 500 év magyar költészetéből, 1988)
- Csöndország (versek, 1991)
- Egyetlen verseink (versek, 1991)
- Jeles napjaink (irodalmi antológia, 1991)
- Ének a Don hőseiért (versek, 1992)
- Árvaföld (versek, 2000)
- Árapály (versek, 2005)
- Túl a falon – Az én ötvenhatom (versek, 2006)
- Mi híja még. Versek 1955–2005 (2006)
- Isten szalmaszálán. Buda Ferenc legszebb versei (2006)
- Rendkeresés: jegyzetlapjaimból (2009)
- Színre szín. Két mesejáték (2010)
- Világ, világom. Egy kéziratos könyv fejezeteiből; Holnap, Bp., 2011
- Fehérlófia (mesék, 2013)
- Doromboló. Versek apróbb-nagyobb emberek használatára; Holnap, Bp., 2013
- Míg élsz. Versek; Holnap, Bp., 2014
- Csontváry; Holnap, Bp., 2015
- Jön a jövő; Kecskeméti Kortárs Művészeti Műhelyek, Kecskemét, 2019
- Ha csak estig; Holnap, Bp., 2019

### Műfordítások
- Varázsének (műfordítás, 1973)
- A szürke héja (kirgiz népmesék, fordítás, 1988)
- A láthatatlan tolvaj (kazak népmesék, fordítás, 1988)
- Hatalmam: nyugalom (összegyűjtött versek és műfordítások, 1992)
- Kimondott szó – kilőtt nyíl (török népek szólásai és közmondásai, válogatta, fordította, 1997)
- Csingiz Ajtmatov: Dzsingisz kán fehér fellege : két elbeszélés. Ford. Somfai Kara Dávid ; [versford., végszó: Buda Ferenc]. (2007)
- Diótörő. E. T. A. Hoffmann meséje és Csajkovszkij balettműve alapján írta Buda Ferenc; Holnap, Bp., 2015 + CD
- 550 kazak szólás és közmondás. Műfordítások Mándoky Kongur István hagyatékban maradt fényképeivel; Antológia, Lakitelek, 2022

## Díjai
- József Attila-díj (1973)
- Radnóti-díj (1973)
- a Művészeti Alap díja (1979)
- a Móra Könyvkiadó Nívódíja (1979)
- az Európa Könyvkiadó nívódíja (1988)
- SZOT-díj (1988)
- Év Gyermekkönyve díj (1989)
- Év Könyve jutalom (1992)
- Nagy Imre-emlékplakett (1993)
- Magyar Művészetért díj (1993)
- A Magyar Érdemrend tisztikeresztje (1994)
- Pro Literatura díj (1996)
- Déry Tibor-díj (1999)
- Kölcsey-díj (2000)
- Balassi Bálint-emlékkard (2000)
- Kossuth-díj (2005)
- Bács-Kiskun Megyei Prima díja (2007)
- Artisjus-díj (2007)
- Kecskemét Város Díszpolgára (2011)
- A Magyar Köztársasági Érdemrend középkeresztje (2011)
- Debrecen Város Csokonai-díja (2011)[2]
- Székely Bicskarend (2013)[3]
- A Nemzet Művésze (2014)
- Prima díj (2014)
- Magyar Örökség díj (2015)
- Ratkó József-díj (2018)
- Széchenyi-örökség Okmánya (2021)[4]
- A Magyar Érdemrend középkeresztje a csillaggal (2022)[5]